# Sukasenang (Karangtengah)
Sukasenang is een bestuurslaag in het regentschap Garut van de provincie West-Java, Indonesië. Sukasenang telt 8598 inwoners (volkstelling 2010).